# Albert III de Saxe
Pour les articles homonymes, voir Albert III et Albert de Saxe (homonymie).
Albert III, dit « l'Intrépide » (en allemand Albrecht der Beherzte ;  en latin Albertus Animosus), né le 31 juillet 1443 à Grimma et mort le 12 septembre 1500 à Emden, est le fondateur de la branche albertine de la maison de Wettin, d'où sont issus les rois de Saxe.
Il est co-margrave de Misnie de 1464 à 1485, co-landgrave de Thuringe de 1482 à 1485, puis margrave de Misnie et duc de Saxe de 1485 à 1500.
Ayant apporté son soutien à Maximilien d'Autriche, régent des Pays-Bas bourguignons, au cours de ses démêlés avec ses sujets néerlandais (1488-1492), il est nommé gouverneur au nom de l'empereur de la Frise en 1498. Il meurt au combat alors qu'il est venu au secours de son fils assiégé à Emden par les Frisons révoltés.

## Biographie

### Famille
Albert III est le fils du prince-électeur Frédéric II de Saxe (1412-1464) et de Marguerite d'Autriche (vers 1415-1486), princesse de la maison de Habsbourg. Il a un frère aîné, Ernest (1441-1486).
En 1459, il épouse la princesse Sidonie de Bohême (1449-1510), fille du roi Georges de la dynastie de Podiebrad (en).
Neuf enfants naissent de cette union, notamment :
- Catherine (1468-1524), qui épouse en 1484 Sigismond d'Autriche, puis en 1497 Éric de Brunswick-Calemberg ;
- Georges « le Barbu » (1471-1539), duc de Saxe ;
- Henri « le Pieux » (1473-1541), duc de Saxe ;
- Frédéric (1473-1510), trente-sixième grand maître de l'ordre Teutonique.

### Prince subordonné à son frère aîné (1464-1485)
À la mort de Frédéric II en 1464, Ernest devient prince-électeur, Albert étant considéré comme co-prince.
En 1482, Ernest récupère le landgraviat de Thuringe, détenu depuis quelques décennies par une autre branche de la maison de Wettin.
Des dissensions entre les deux frères aboutissent ensuite au partage de 1485.

### Duc de Saxe et margrave de Misnie (1485)
Albert reçoit le margraviat de Misnie (Meissen, Dresde) et l’Osterland (Landsberg, Zwickau), ainsi que la partie nord de la Thuringe (Leipzig), qui, bien que séparées par l'électorat, forment le duché de Saxe (Herzogtum Sachsen). Albert choisit Dresde comme capitale du duché.
Ernest conserve l'électorat de Saxe et la plus grande partie de la Thuringe (Weimar).
Le partage est reconnu par l'empereur Frédéric III en 1486.

### Au service de Maximilien d'Autriche aux Pays-Bas (1488-1492)
En 1488, au cours de la révolte du comté de Flandre contre Maximilien d'Autriche, régent des Pays-Bas bourguignons, Albert est appelé à l'aide alors que Maximilien se trouve prisonnier des bourgeois de Bruges.
Ses succès lui valent le titre d'être nommé stathouder des Pays-Bas.
Il intervient de nouveau en 1492 pour réprimer les soulèvements du Fromage et du Pain en Kennemerland et en Frise occidentale.

### Gouverneur de la Frise (1498-1500)
Pour le remercier de ses interventions et pour le dédommager des dépenses qu'il a engagées, il obtient en 1498 de Maximilien le gouvernement héréditaire de la Frise, à charge pour lui de se faire reconnaître par les Frisons.
Or, tandis qu'il est retenu à un ban du Landtag à Leipzig, la Frise se soulève de nouveau et encercle le camp de son fils, Henri, à Franeker.
Albert accourt à la tête de son armée, libère Henri, mais meurt à Emden peu après la reconquête de Groningue, le 12 septembre 1500.
Henri hérite de toute la Frise, mais les Frisons rejettent toujours son autorité. N'ayant pas d'armée en propre lui permettant de répliquer par la force, il cède ses droits à son frère Georges le 30 mai 1505, en échange de l'administration de deux bailliages lucratifs situés dans les monts Métallifères.